# (55637) 2002 UX25
(55637) 2002 UX25 é um objeto transnetuniano cubewano localizado no cinturão de Kuiper, uma região do Sistema Solar. Ele possui uma magnitude absoluta de 3,8 e tem um diâmetro estimado em 681 +116
−114 km pelo Telescópio Espacial Spitzer. Com esse tamanho ele é provavelmente um planeta anão.

## Descoberta
(55637) 2002 UX25 foi descoberto no dia 30 de outubro de 2002 pelo programa Spacewatch.

## Órbita
A órbita de (55637) 2002 UX25 tem uma excentricidade de 0,144 e possui um semieixo maior de 42,664 UA. O seu periélio leva o mesmo a uma distância de 36,516 UA em relação ao Sol e seu afélio a 48,812 UA. Atualmente se encontra a 41,4 UA do Sol.

## Satélite
Em 22 de fevereiro de 2007 foi anunciada na IAUC 8812 a descoberta de um satélite de 2002 UX25, o S/2007 (55637) 1. Ele foi detectado em agosto de 2005 pelo Telescópio Espacial Hubble. Sua órbita ainda não foi determinada. O satélite foi descoberto a 0,16 segundos de arco do objeto primário com uma diferença de magnitude aparente de 2,5. Assumindo um albedo similar, a magnitude sugere que o satélite tem um diâmetro de 205 ± 55 km.